# 日本—秘魯關係
日本－秘鲁关系（日语：日本とペルーの関係），是指日本国和秘鲁的外交关系，两国于1873年建交。现在，两国皆为跨太平洋伙伴全面进步协定、亚太经合组织、東亞－拉丁美洲合作論壇成员国。日本在秘鲁首都利马设有大使馆，秘鲁则在日本首都东京设有大使馆，并在东京、名古屋设有总领事馆。

## 历史
两国关系可以追溯到17世纪初，当时即有日本人移民到秘鲁，而当时的西班牙商人也已经与日本商人有经贸上的往来，他们将日本商品带入了当时还是西班牙殖民地的秘鲁。
1872年5月，一艘秘鲁轮船玛耶西号运载232名契约华工从葡属澳门前往秘鲁卡亚俄港途中，由于船只损坏，被迫驶入日本横滨，其中的一名不堪受虐的华工跳入海中，被英国水手救起。英国方面在了解玛耶西号虐待华工的情况之后，通知了日本外务大臣，日方与英、美等国领事以及清政府共同对此进行了调查。
后来日本法院认定“玛耶西”号船长违反了国际法准则，华工得以释放。1873年，日本和秘鲁签署了《日秘修好通商航海条约》，两国正式建交，秘鲁是拉丁美洲国家中第一个与日本建立正式外交关系的国家。

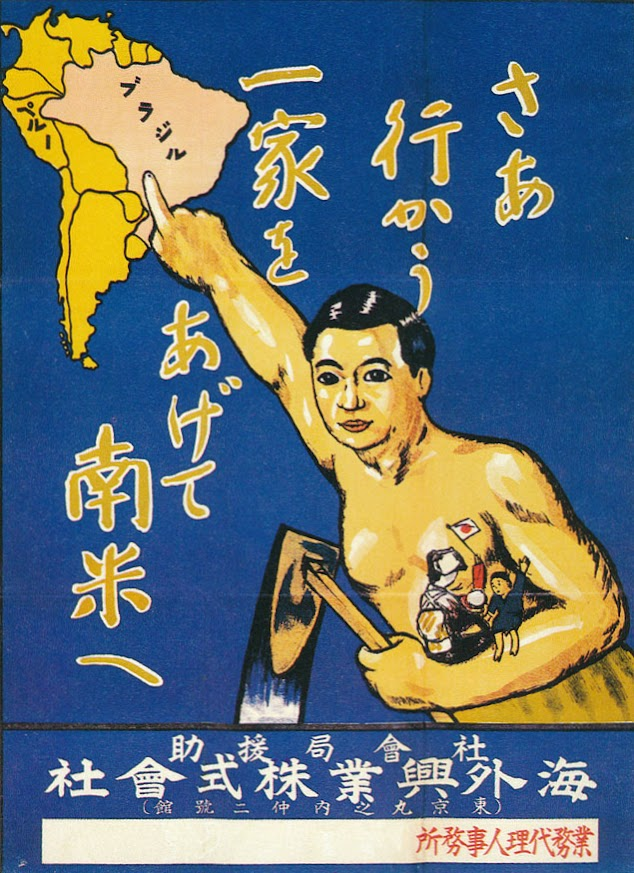
日本海外興業公司向日本人推廣移民巴西、秘鲁之海報

两国于1873年建立外交关系之后，才开启近代日本与南美洲国家间的外交往来关系。首批790名日本移民于1899年搭乘“佐倉丸”号轮船移民秘鲁，他们签订了劳工契约，在秘鲁的棉花田、蔗糖农场工作。其中，日侨野内与吉等人还参与了马丘比丘地区铁路的建设。数年后，因为工作负担极大，大多数移民者纷纷离开庄园到利马等城市生活，也有少部分人移民到了环境更加恶劣的玻利维亚，截止到1936年，秘鲁已有日侨23,000人。
二战期间，秘鲁国内掀起了反日暴动，秘鲁人攻击日侨的住家、企业，有10名日侨在暴动中被秘鲁人殴毙、数十人受伤。1942年1月，因珍珠港事件，秘鲁与日本断交。美国政府认为秘鲁的日侨对于同盟国是一个极大的威胁，在美国的压力下，秘鲁政府将1,700名日裔秘鲁人被送往美国强制收容。
1959年，秘鲁恢复了与日本的外交关系。1961年，秘鲁总统曼努埃爾·普拉多·烏加特切成为第一个访问日本的拉丁美洲国家元首。
1989年，秘鲁总统阿兰·加西亚·佩雷斯将每年的4月3日定为“日秘友好日”。

## 1990年以后的日秘关系
1990年，阿尔韦托·藤森（藤森谦也）成为第一个日裔秘鲁总统，作为日侨，他非常重视发展与日本的关系。
1996年12月17日，在秘鲁首都利马，14名图帕克·阿马鲁革命运动(Túpac Amaru Revolutionary Movement，简称MRTA)成员挟持了正在日本驻秘鲁大使官邸参加明仁天皇诞辰63周年庆祝活动的数百名包括日本大使青木盛久在内的高级外交官、政府和军方官员以及企业高管。这一事件被称为“日本大使馆人质危机”（Japanese embassy hostage crisis）。
之後，該組織武裝人員多次要求釋放460名被關在監牢裡的戰友作為人質交換條件。阿尔韦托·藤森虽然同意同恐怖分子进行谈判，但他的态度一直强硬，一再表示不向恐怖分子妥协，坚决反对释放该组织被关押的460名罪犯的条件。雙方僵持數月之久，恐怖分子先後釋放了300餘名人質，但秘魯政府始終沒有讓步。

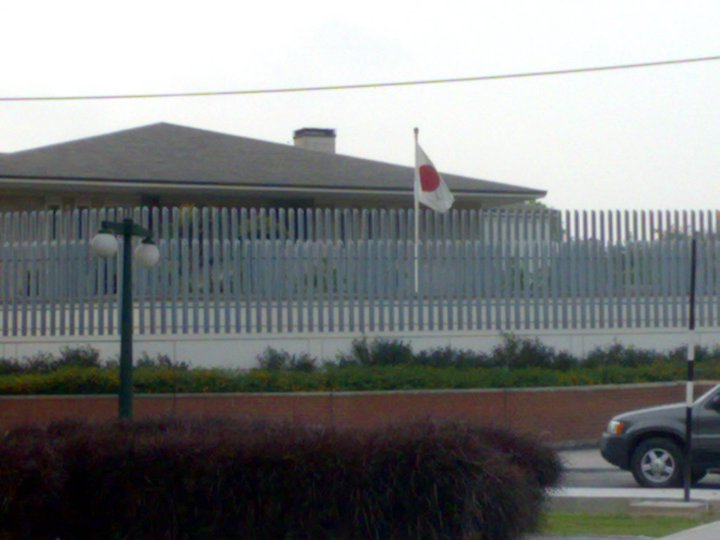
日本駐秘魯大使館，日本大使館人質危機後啓用

1997年，藤森在大使馆附近的一所住宅内亲自指挥了代号为“查文德萬塔爾”（秘魯印加帝國之前著名文化時代的名字）的行动，约200多名秘鲁武装部队和特种警察部队人员突袭了日本大使官邸，解救了被恐怖分子扣押的72名人质。这次行动历时38分钟。在战斗中，恐怖分子全部被击毙，有一名人质死亡，几名军人伤亡，其余人质全部获得解救，从而结束了持续了126天的人质危机。
日本橋本龍太郎首相在人質危機解除後的次日早上7點的記者會上對人質獲救表示感謝，並派遣外相池田行彥前往秘魯處理事後事務。池田飛往秘魯後，向秘魯政府表達了他對人質獲救一事的感激之情，並轉交橋本龍太郎首相寫給藤森總統的一封私人信件。在秘魯政府解決了人質危機後，日本政府決定恢復對秘魯的財政援助。
然而，藤森任職後期，被指涉及多宗政治貪污醜聞。自他的醜聞被揭發後，他于2000年利用訪問日本的機會，透過傳真及郵寄遞交請辭信後，流亡日本。由於藤森的父母早已向日本使館為藤森保留日本國籍，並且在1985年修例時沒有放棄，因此可於日本居留。不少日本政客對藤森表示支持，其中原因是在1997年的日本大使館人質事件中表現果斷。之后秘鲁政府多次要求将藤森引渡回国，但均遭到日本政府的拒绝。这一事件也一度导致了日本和秘鲁关系的紧张。

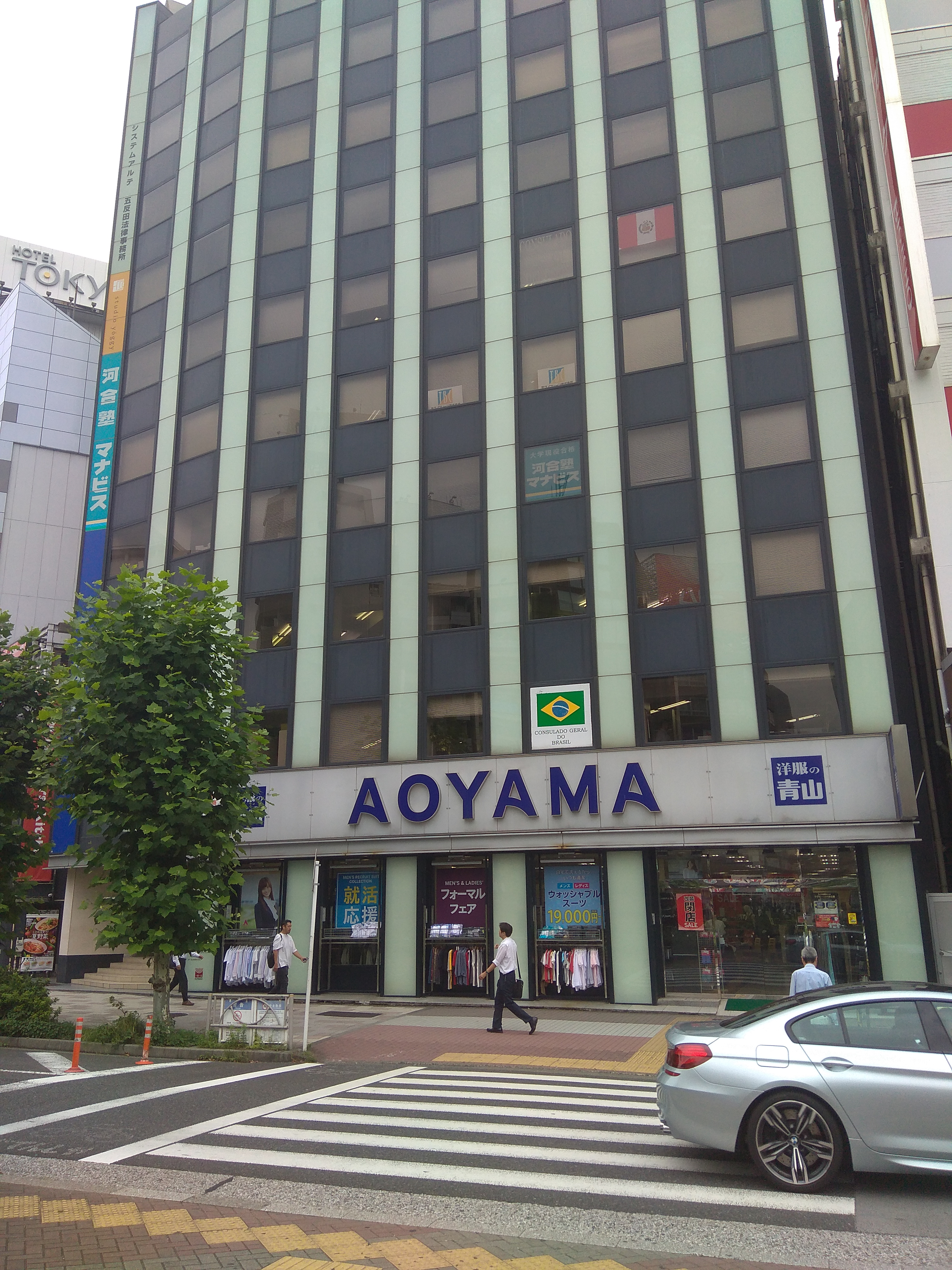
秘鲁、巴西驻东京总领事馆

目前，秘鲁有近十万名日侨，人数在拉丁美洲仅次于巴西。由于日本经济发达，且自1990年以来开始招募海外日侨来日工作，至2018年，在日本的秘鲁人人数已达60,000人。

## 高规格访问
秘鲁访日

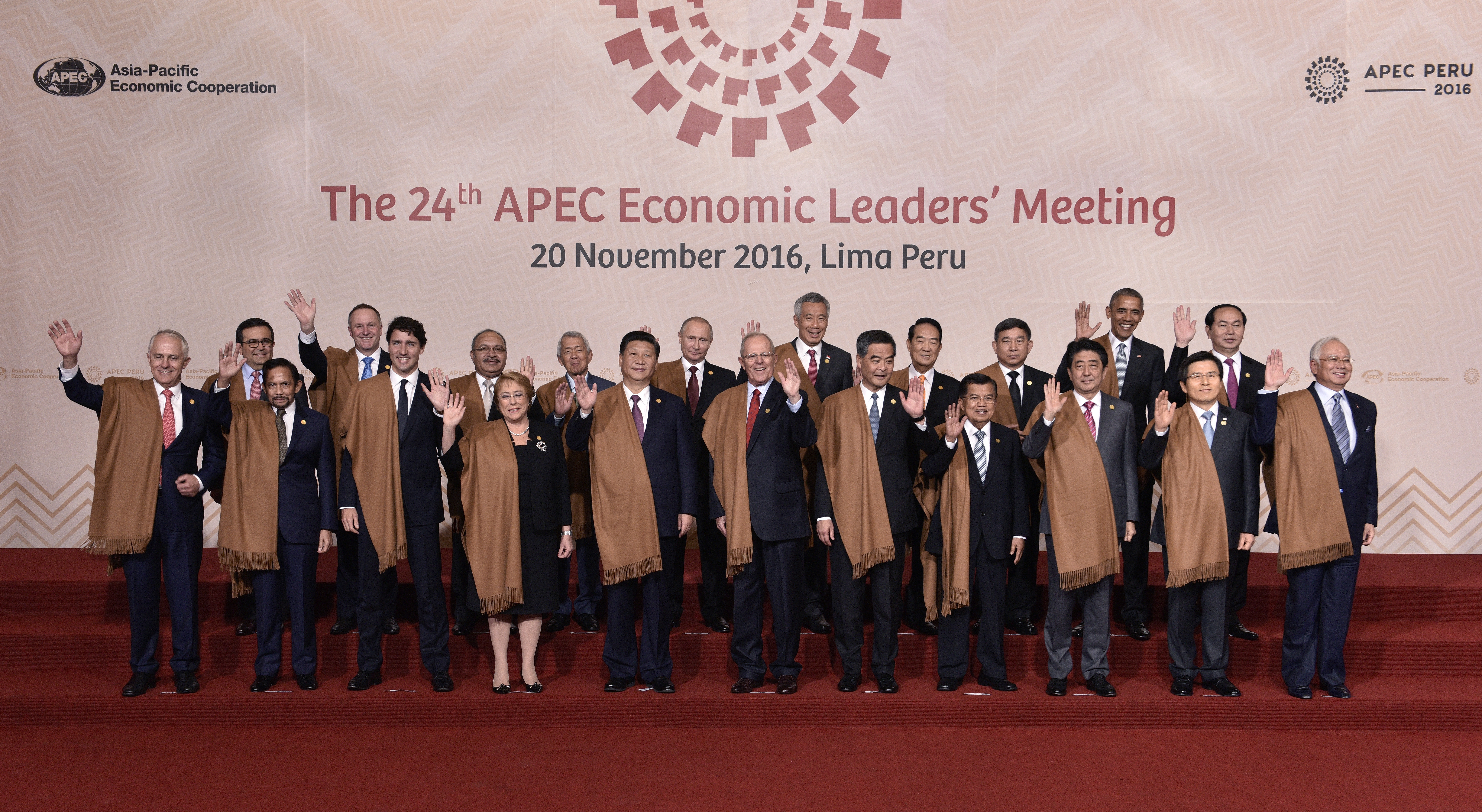
2016年第28届亚太经合组织会议各国领导人合照，其中包括日本首相安倍晋三和秘鲁总统佩德罗·巴勃罗·库琴斯基.

- 总统曼努埃爾·普拉多·烏加特切 (1959年)
- 总统藤森謙也 (1992年，1995年)
- 总统阿兰·加西亚·佩雷斯 (2008年，2009年，2010年)
- 总统奧良塔·烏馬拉 (2012年)

日本访秘
- 三笠宮崇仁親王 (1958年)
- 首相岸信介 (1959年)
- 皇太子明仁 (1963, 1967)
- 首相鈴木善幸 (1982)
- 首相橋本龍太郎 (1996, 1997)
- 首相麻生太郎 (2008)
- 常陸宮正仁親王 (2009)
- 秋篠宮文仁親王 (2014)
- 首相安倍晋三 (2016)

## 经贸关系
截止至2018年，秘鲁对日贸易总额达2,632亿日元，日本对秘鲁贸易总额輸出达813亿日元。秘鲁主要向日本出口铜矿、锌矿、液化天然气、鱼粉、锌合金等，而日本则主要向秘鲁出口汽车、轮胎以及钢铁制品等。另外，日本也是秘鲁第三大援助国。。

## 旅遊

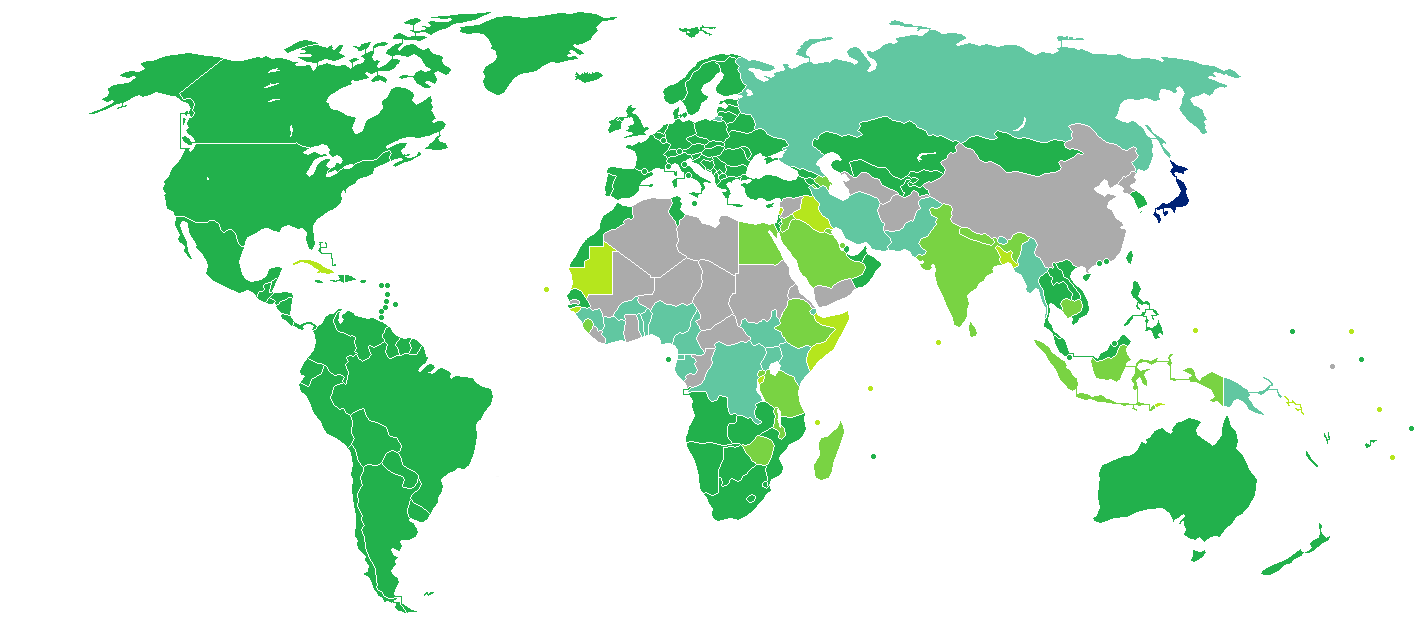
持日本護照的日本公民可以免簽證的方式入境秘鲁。

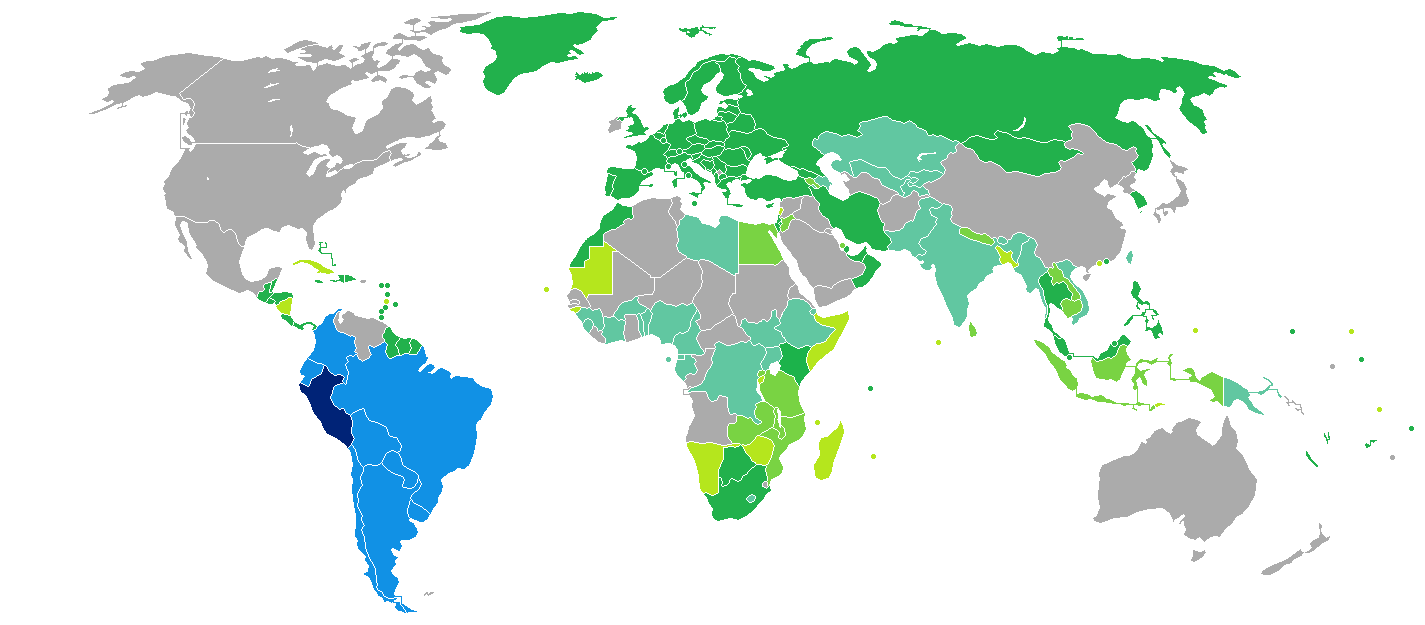
持秘魯護照的秘魯公民必須申請簽證方可入境日本。

### 簽證
參見：日本簽證政策和日本公民簽證要求
以及：秘魯簽證政策和秘魯公民簽證要求
持有日本護照的日本公民可以可以免簽證的方式入境秘魯，停留最多183天，但秘魯移民局對一般旅客均核發90天效期簽證。前往亞馬遜河流域宜事先注射黃熱病的疫苗接種。經秘魯轉機，亦無需辦理簽證。
秘鲁曾于1972年即与日本签订了互免签证的协议，但由于日本对部分中南美洲国家执行严格的移民控制，自1995年7月15日之后，对秘鲁公民的免签待遇取消，因此，持秘魯護照的秘魯公民仍然需要提前申请签证才能入境日本。秘魯的公务或外交护照持有者则可以免簽證的方式入境日本。

## 教育
日本的京都大学、大阪外国语大学、早稻田大学、东京农业大学、创价大学、立命馆大学、日本经济大学等高等院校已经和秘鲁的拉莫利纳农业大学、秘鲁天主教大学等大学建立了友好合作协定。
日本在秘鲁首都利马有一座秘鲁日本人学校，相对应的日本群马县伊勢崎市､静冈县滨松市各有一所秘鲁人学校 。